# Когаликоль (Сирдар'їнський район)
Когалико́ль (каз. Қоғалыкөл) — село у складі Сирдар'їнського району Кизилординської області Казахстану. Адміністративний центр та єдиний населений пункт Когаликольського сільського округу.
У радянські часи село називалось Октябр.
Населення — 2374 особи (2021; 2774 у 2009, 2771 у 1999, 2390 у 1989).